# HD 214987
HD 214987，又名CD-4415017，SAO 231260、HR 8639，是一颗恒星，视星等为6.07，位于銀經350.85，銀緯-59.06，其B1900.0坐标为赤經22h 36m 50.3s，赤緯-44° -59.06′ 20″。